# Riddarhus
Riddarhus är en byggnad som används som samlingsplats för adeln inom ett land eller område. Ordet har även kommit att användas som metonym för adeln som en korporation. I länderna runt Östersjön inrättades riddarhus och för medlemmarnas behov av samlingsplats uppfördes i flesta fall byggnader på dessa platser från början av 1600-talet.

## Riddarhus i olika länder

### Sverige

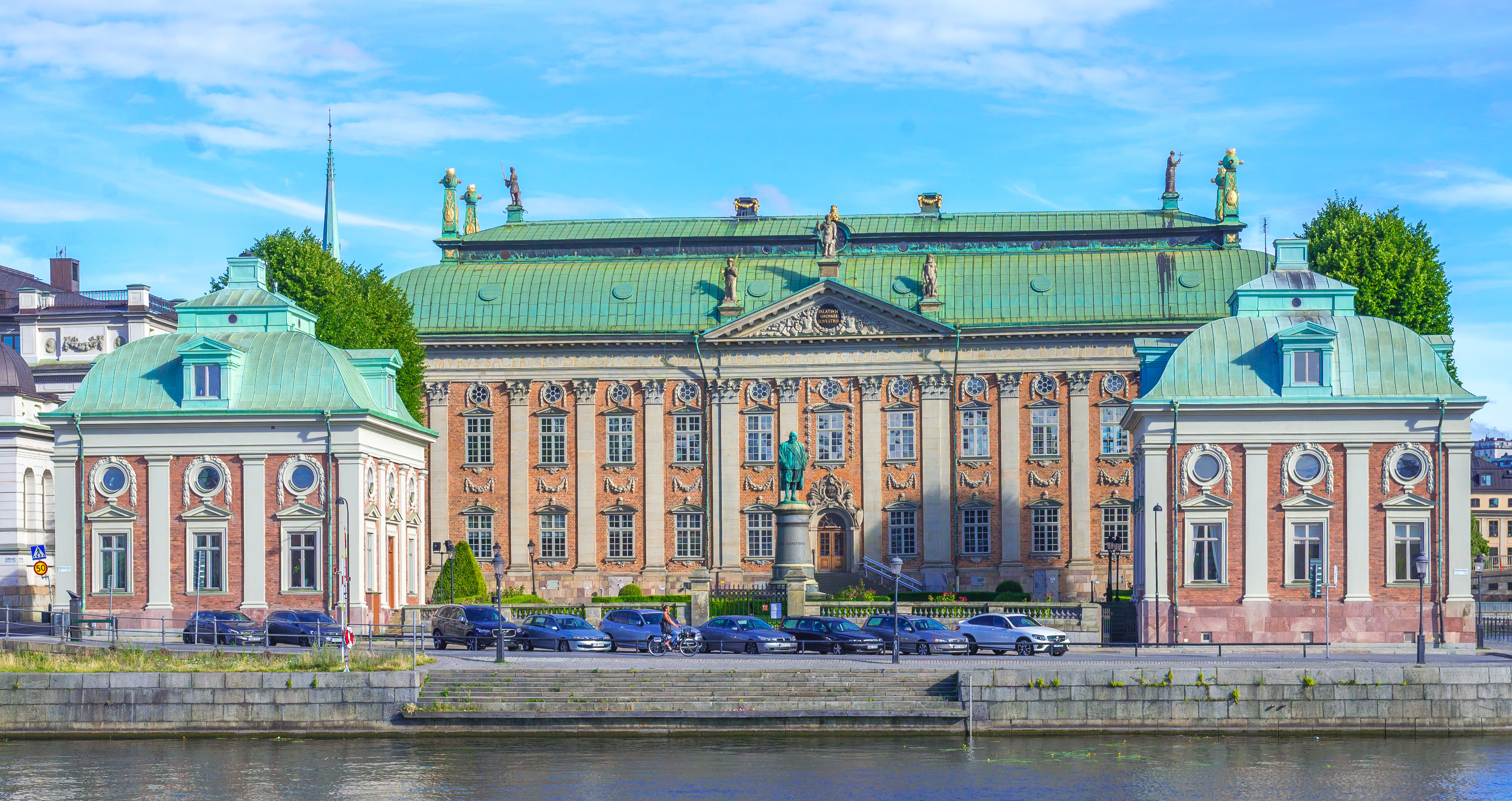
Riddarhuspalatset i Stockholm.

Genom att introduceras och immatrikuleras erhöll en nyadlad ätt politisk representationsrätt. Med registrering kunde man ha kontroll över de adelsmän som deltog vid riksdagar och möten. Därför behövdes efter hand lokaler för att förvara handlingar och att ha sammankomster och fester. 
Genom Riddarhusordningen av 1626 gav Gustaf II Adolf sitt bifall till adelns föresats att bygga ett riddarhus för detta behov. Adeln hade emellertid då redan inköpt en tomt i närheten av Tyska kyrkan i Gamla stan i Stockholm  där man uppförde ett jämförelsevis oansenligt första svenska riddarhus. Här samlades dock adeln under mer än 30 år huvudsakligen på grund av svårigheten att enas om var ett större riddarhus skulle uppföras. Det nuvarande riddarhuset är ett palats som uppfördes 1641–1674 i nordvästra delen av Gamla stan.
Kung Gustav IV Adolf inrättade Riddarhuset för Pommern och Rügen efter svenskt mönster 1806 i Greifswald men någon särskild byggnad för medlemmarna uppfördes inte.

### Finland

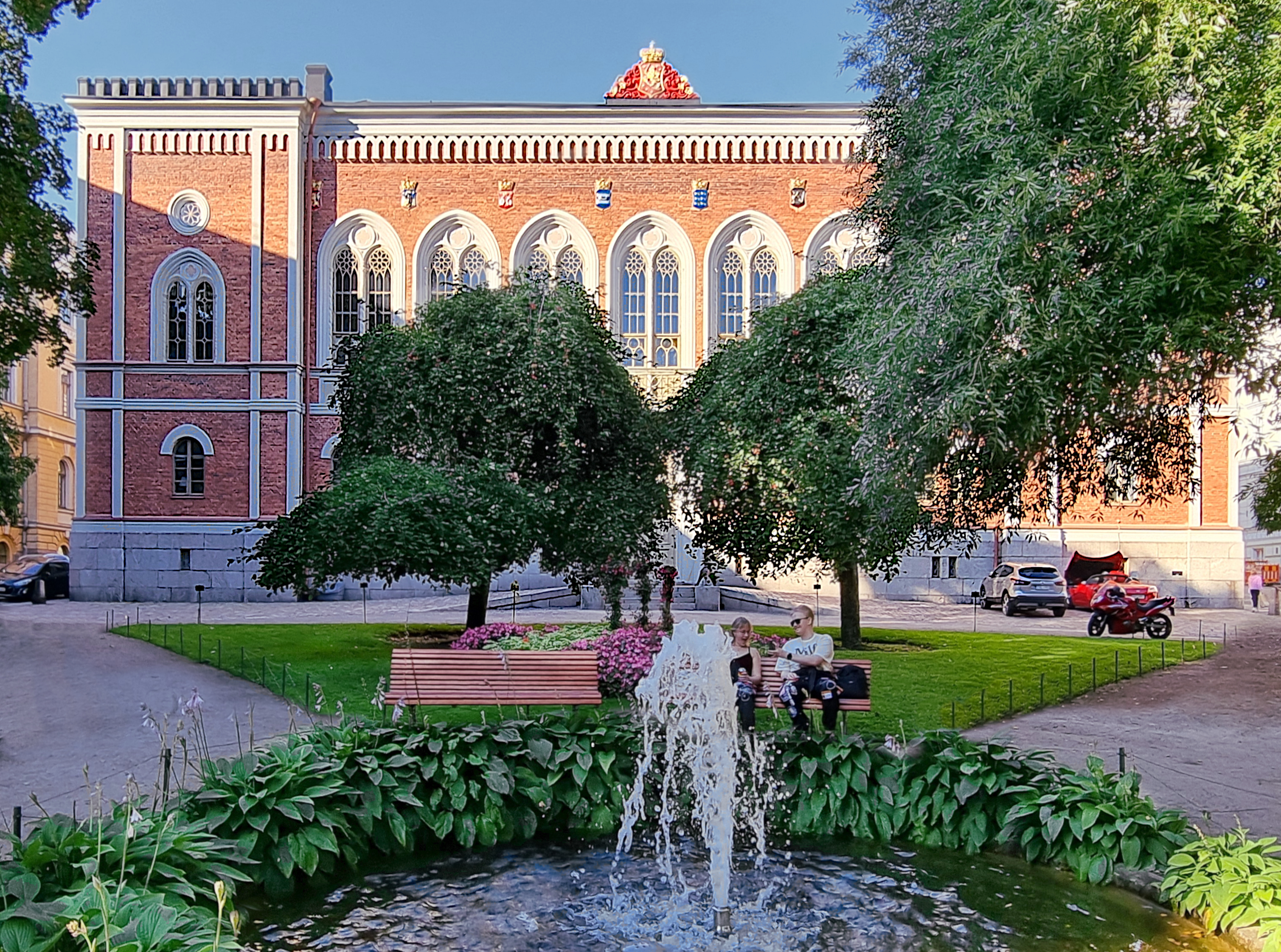
Riddarhuset i Helsingfors.

Efter 1809 behövdes en samlingspunkt och byggnad för den finska adeln i storfurstendömet och 1862 stod riddarhuset i Helsingfors färdigt. Före 1866 i Sverige och 1906 i Finland, då ridderskapet och adeln var ett särskilt riksstånd, hade detta stånd under riksdagarna i Sverige och under lantdagarna i Finland sina sammanträden på respektive riddarhus.
De adelsätter som fanns i Viborg vid Finska viken befann sig sedan freden i Nystad 1721 på rysk mark, då Viborg övertagits av kejsardömet Ryssland. År 1784 bildade denna viborgska adel ett eget riddarhus, Riddarhuset i Viborg.

### Baltikum

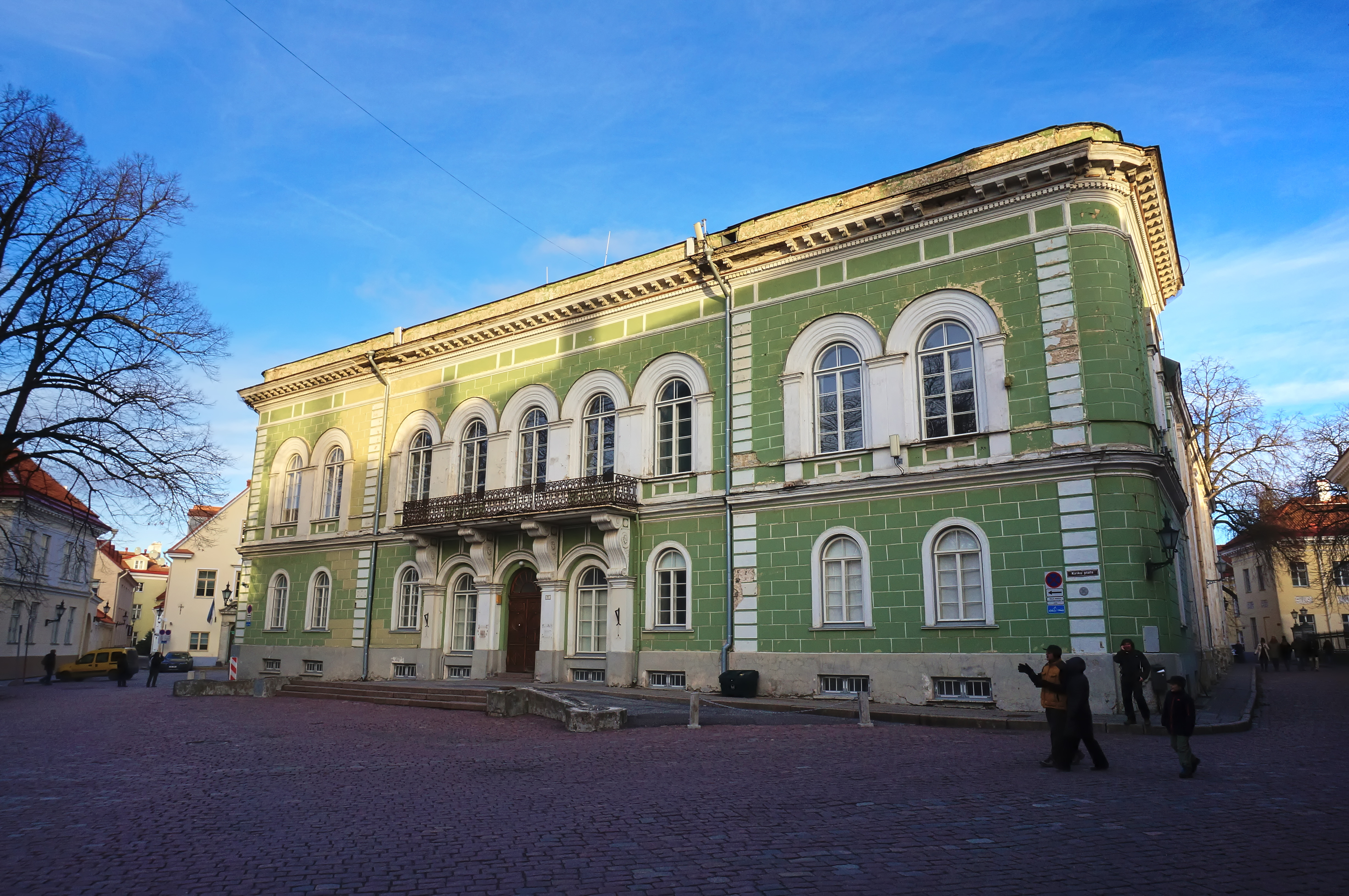
Riddarhuset i Tallinn.

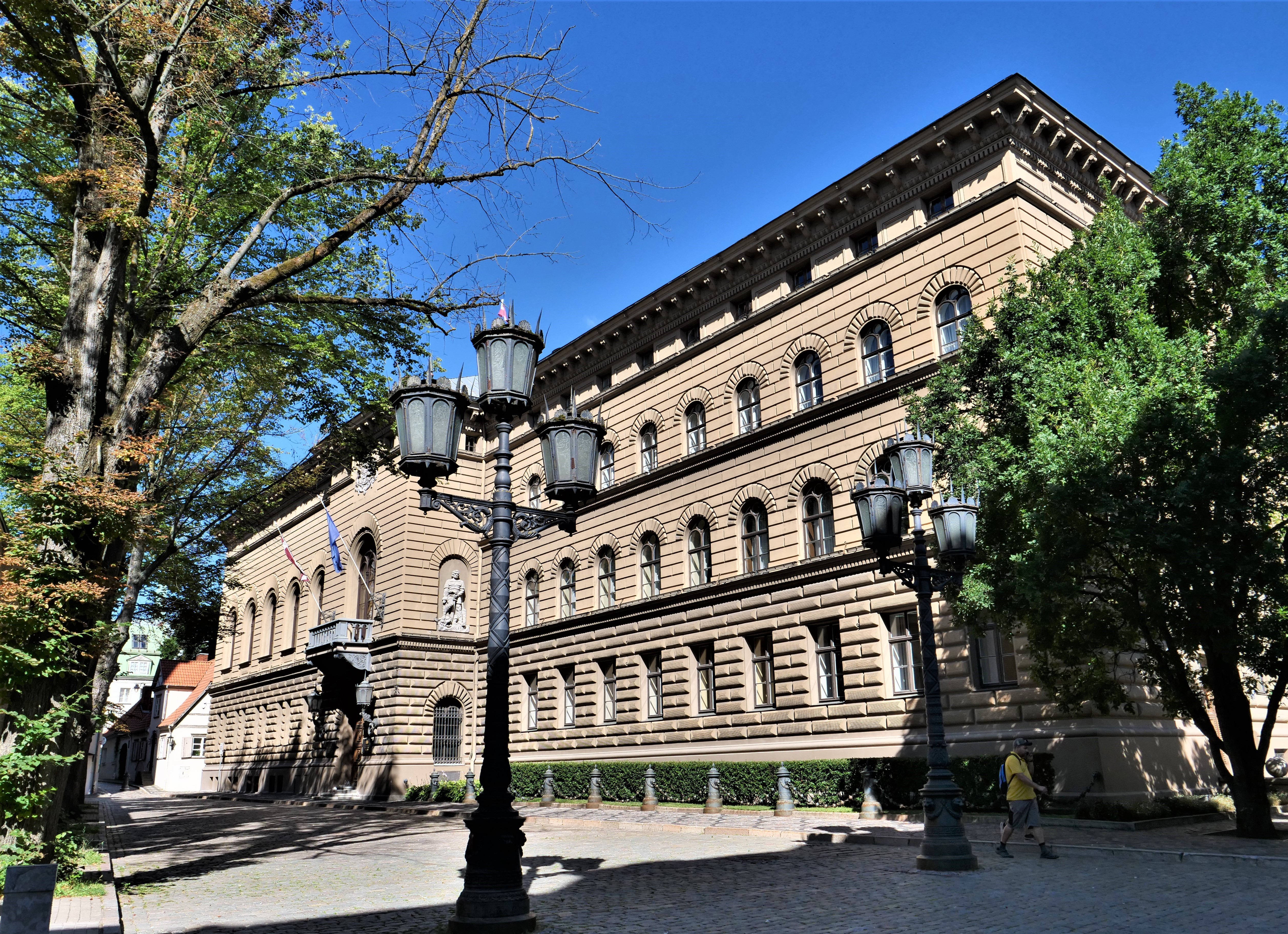
Riddarhuset i Riga.

I Baltikum immatrikulerades och registrerades adeln för deltagande i de regelbundet återkommande lantdagarna.
I Reval (nuvarande Tallinn) fanns ett riddarhus redan 1627, men den byggnad som senast fungerat som samlingsplats för den estniska adeln påbörjades under 1840-talet.
År 1867 uppfördes i Riga ett riddarhus som den tysk-baltiska adelns samlingsplats. Idag inrymmer byggnaden Lettlands parlament (Saeima).
Ösels adel sammanträdde i Arensburg (nuvarande Kuressaare) och hade där ett riddarhus. Under 1800-talet fungerade det Dellinghausenska huset som riddarhus och mellan 1909 och 1919 samlades adeln i en sal i Kuressaare biskopsborg.
I hertigdömet Kurland, södra delen av nuvarande Lettland, fanns redan 1634 en matrikel men det riddarhus som byggdes i huvudstaden Mitau (nuvarande Jelgava) är rivet.